# Сардаукари
Сардукари су лична гарда Цара падишаха Шадама Четвртог и званична војска Царства. Сардукари су немилосрдне убице, и регрутују се међу најгорим „становницима“ Цареве затворске планете Салусе Секундус. Ради препознавања, жигосани су посебним знаком Цара. У нападу Харконена на палату у Аракину на Дини, преобучени у Баронове војнике, Сардукари су побили тамошњи атреидски гарнизон, ухватили Војводу Лета и натерали госпу Џесику и њеног сина Пола у бег. Сардукари ће бити расформирани као званична војска царства по доласку Поал Атреида на власт.